# Phare d'Ilha da Moela
Le phare de Ilha da Moela (en portugais : Farol da Ilha da Moela) est un phare situé sur l'Ilha da Moela, proche de la ville de Guarujá, dans l'État de São Paulo - (Brésil).
Ce phare est la propriété de la Marine brésilienne et il est géré par le Centro de Sinalização Náutica e Reparos Almirante Moraes Rego (CAMR) au sein de la Direction de l'Hydrographie et de la Navigation (DHN).

## Histoire
Ilha da Moela est une île située à environ 5 km au sud-est de l'entrée de Baia dos Santos, le port de São Paulo. Cette île est une base navale de la marine brésilienne. En plus du phare, on y trouve des installations de communication et une station météorologique.
Le phare a été inauguré le 30 juillet 1830 et il a reçu une lentille de Fresnel de premier ordre en 1895. C'est une tour cylindrique de 10 m de hauteur, avec galerie et lanterne, peinte en blanc. C'est un feu à occultations qui émet, à 110 m de hauteur focale, trois éclats blancs et un éclat rouge par période de 60 secondes. Sa portée est de 40 milles nautiques (environ 74 km).
Il est aussi équipé d'un radiophare et d'une station DGPS.
Identifiant : ARLHS : BRA043 ; BR3288 - Amirauté : G0496 - NGA :18636 .

## Caractéristique dufeu maritime
- Fréquence sur 60 secondes :
  - Lumière : 15 secondes (W)
  - Obscurité : 4 secondes
  - Lumière : 1.5 secondes (W)
  - Obscurité : 4 secondes
  - Lumière : 15 secondes (W)
  - Obscurité : 9.5 secondes
  - Lumière : 1.5 secondes (R)
  - Obscurité : 9.5 secondes